# Hazám
A Hazám (csehül: Má vlast JB 1:112) Bedřich Smetana hat szimfonikus költeményből álló zenekari ciklusa, a szerző kisszámú szimfonikus műve közül a legismertebb. Smetana az egyes darabokban a cseh mitológiából, történelemből, tájakból „villant fel” részleteket.
A darabok 1874–79 között keletkeztek, a szimfonikus költemények egyenkénti bemutatója 1875 és 1880 között volt Prágában Adolf Čech vezénylete mellett, a teljes ciklus premierjére a prágai Žofín-palotában került sor 1882-ben, szintén Adolf Čech vezényletével.

## A mű keletkezése
A csehek kibontakozó zenei öntudata a XIX. században nagyrészt egy ember, Bedřich Smetana munkásságának köszönhető, annak ellenére, hogy az osztrák Habsburgok uralma alatt saját hazája nyelvén sem beszélt folyékonyan.
Noha Prága régóta a zenei élet központjának számított, a honi cseh hagyományokat figyelmen kívül hagyták mint jelentéktelen tényezőt a domináns zenei fővárosokkal, Béccsel és Salzburggal szemben. Smetana volt az a zeneszerző, aki a cseh muzsikát előtérbe állította. Népzenei ihletésű melódiákat fordított le bonyolultabb formákra a hangversenytermek számára, felemelte népének muzsikáját, és művészi kifejezésmódjához igazította eszköztárát. Hihetetlen, de igaz: a Hazámat 1874 és 1879 között komponálta, amikor már teljesen süket volt.
A Hazám, Smetana legtisztábban megnyilvánuló hazafias műve hat szimfonikus utazásból áll. Bemutatja a Vltava (Moldva) melletti emberek életét a vidéki tájaktól egészen Prágáig, majd azon túl, ahol a folyó végül találkozik az Elbával, és maga mögött hagyja a cseh területeket.
Zenei képei megalkotásához Smetana Csehország dicső múltjához, mitológiájához, tájaihoz és embereihez fordult. Minden egyes darabnak megvan a maga története és atmoszférája, és Smetana ennek megfelelően válogatja hangszerelésüket. a két utolsó rész a husziták, Husz János vallásreformátor és követői kitartását és bátorságát méltatja. Ezt a két darabot markáns és állhatatos himnikus hangzás kapcsolja egybe. Spirituális értelemben is összetartoznak, ahogy a himnusz győzelmi indulóvá alakul át, és a fényesebb jövőt vetíti előre, utalva a cseh emberek felkelésére jogos jussukért.

### Évenkénti előadás
A szimfonikus költeményeket elkészülésük szerint, külön-külön mutatták be. Az előadások a Vyšehrad bemutatójával kezdődtek 1875. március 13-án. A közönség annyira el volt ragadtatva, hogy követelte, játsszák el még egyszer. A teljes ciklus előadására 1882-ben került sor a határtalanul lelkesedő nézősereg előtt. A Hazámat ma évente eljátssza a Dvořák, mint vezető karnagy által 1896-ban alapított Cseh Filharmonikus Zenekar a Prágai Nemzetközi Tavaszi Fesztivál nyitókoncertjén.

## A ciklus tételei
Smetana 1879 májusában egy barátjához írott levélben foglalta össze a ciklus egyes darabjainak programját.

### I.Vyšehrad

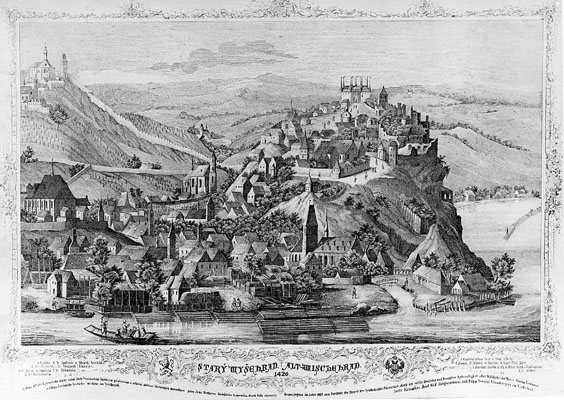
A Vyšehrad

Lento – Largo maestoso – Grandioso poco largamente – Allegro vivo ma non agitato – Lento ma non troppo
A Vyšehrad című darab a folyó elúszik a hasonló nevű hatalmas szikla mellett. A szirten álló erődítmény az első cseh királyok székhelye volt és egyben a cseh nemzet szimbóluma. A mű elején finoman megszólaló hárfa egy mindent átható, sóvár, négy hangból álló motívumot vezet be, innen a zene nagy ívet ír le, mintha a királyok felemelkedését és bukását ábrázolná. Ünnepélyes, himnuszhoz hasonlatos melódia üdvözli bátorságukat, ám a pompa végül utat enged a dinasztia bukásán való merengésnek, ahogy a folyó hömpölyög tovább.
Vyšehrad várának négy hangból álló zenei motívuma (B-E-D-B), ami a többi darabban is megszólal:

### II.Moldva(Vltava)

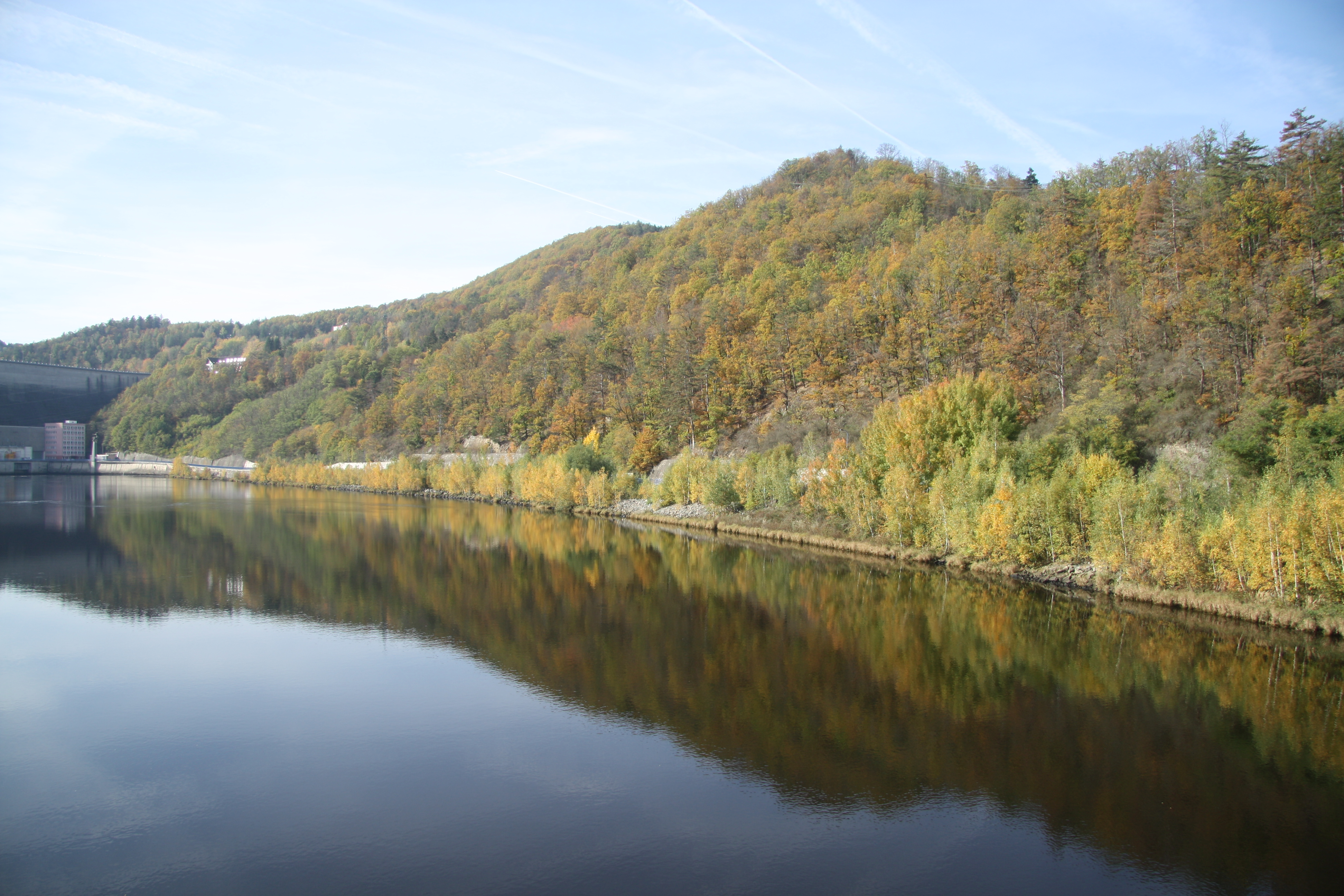
A Moldva Solenicénél

Allegro comodo non agitato (A Moldva első forrása – A második forrás – Erdő; vadászat) – L’istesso tempo ma moderato (Parasztlakodalom) – L’istesso tempo (Holdfény; nimfák körtánca) – Tempo I (A Szent János-zuhatag) – Più moto (A Moldva szélesen folyik tovább [az Elbába]) – Vyšehrad
A Moldva a hangok csörgedezésének finom játékával indul, amelyből mágikus folyam lesz végül. Fuvolák gyöngyöző hangzása kapcsolódik a vonósokhoz, ahogy a víz lassan erőre kap. A szélesen áradó dallam felerősödik és tudatja: megszületett a büszke folyó. Színes dallamfoszlányokat hallunk a part menti emberek életéből. A sebes zúgók ábrázolásától a csendesebb folyószakaszokig, a muzsika sehol nem töri meg az áramló víz mozgását.
A Moldva a ciklus leggyakrabban játszott darabja, a neves témája:

### III.Šárka

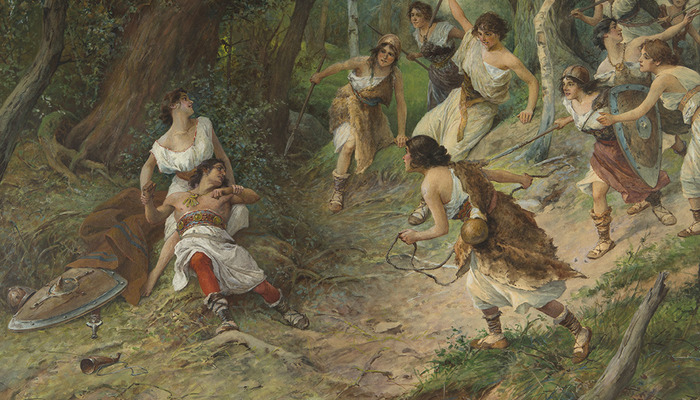
Ctirad és Šárka (Věnceslav Černý [1865–1936] festménye)

Allegro con fuocoma non agitato – Più moderato assai – Moderato ma con calore – Moderato – Molto vivo – Più vivo
Šárka a cseh mondavilág egyik legismertebb nőalakja, a görög Pentheszileia hasonló hozzá. Elhagyja szerelme, a hős Ctirad, és inkább barátaival tölti idejét. Šárka bosszút esküszik minden férfi ellen: kelepcébe csalja a társaságot, altatót kever italukba, és társnőivel álmukban lemészárolja valamennyit.

### IV.Cseh erdőkön és mezőkön(V českých luhů a hájů)
Molto moderato – Allegro poco vivo, ma non troppo – Allegro (Quasi Polka) – Tempo I – Allegro – Presto
Az élet naposabb oldala jelenik meg a Cseh erdőkön és mezőkön című tételben, hasonlóan a korábban a Moldvában hallott vidéki élet képei és hangulati elemei felidézéséhez. A sejtelmes, szinte kísérteties nyitó taktusokból – mintha a táj szellemei gyűltek volna össze – kürtök vezetnek be egy lírai, lassú táncot. Ezután más táncok kezdenek kibontakozni, mindenekelőtt a jellegzetes polka, ahogy a folyó diadalmasan szeli át Smetana szeretett vidékét.

### V.Tábor

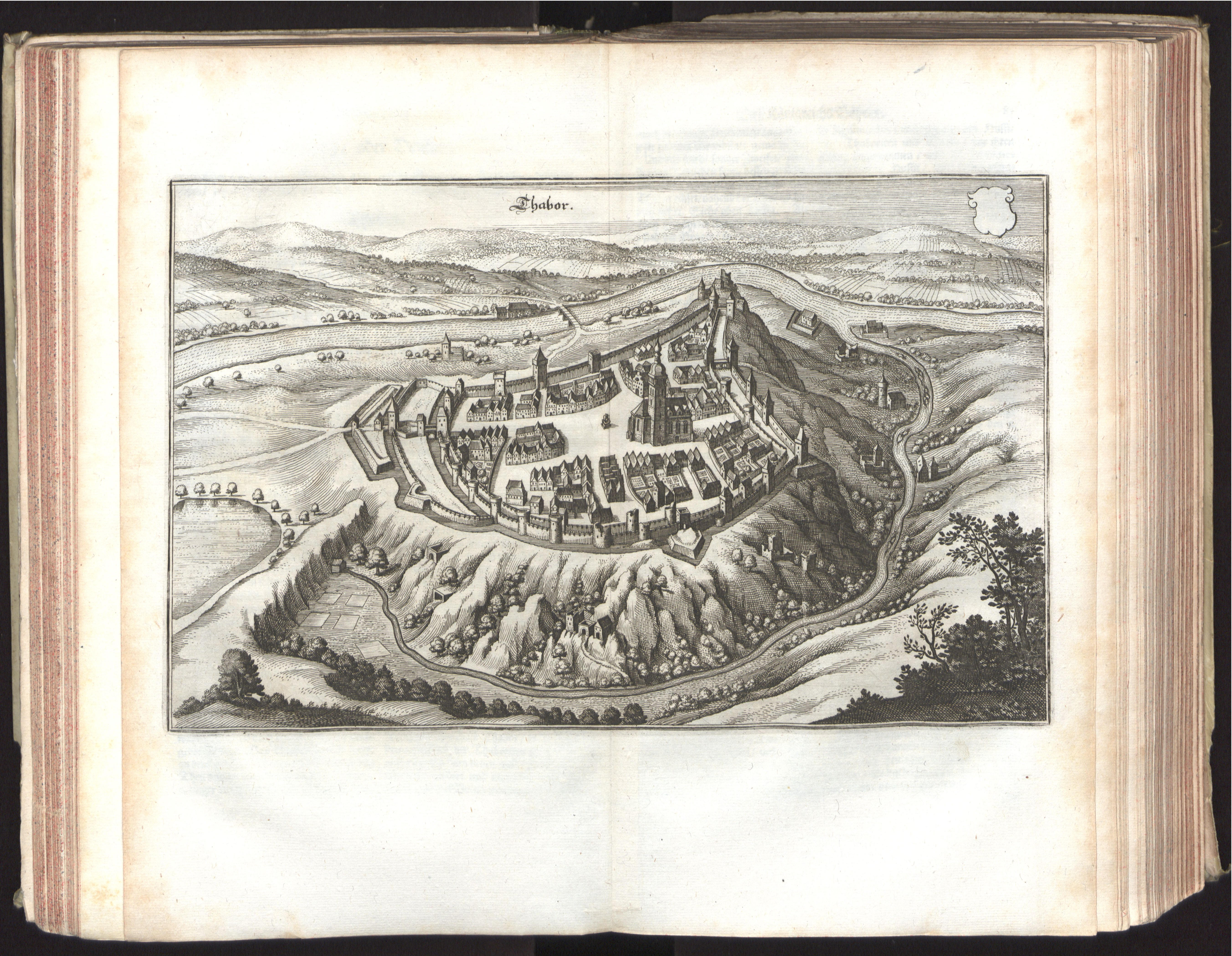
Tábor látképe 1650-ből

Lento – Grandioso – Molto vivace – Lento – Molta vivace – Lento maestoso – Più animato
Az utolsó két darab témában is, zenében is szorosan összefügg: a huszita háborúk idejének két fontos helyszínére visz el.
A Táborban korálvariáció formájában szólal meg a husziták harci korálja, a befejezésnél a Vyšehrad témáját is felidézi, mint a hazaszeretet jelképét. A dél-csehországi Tábor városa a husziták egykori központja volt, a szimfonikus költemény bemutatójára 1880. január 4-én került sor.
A husziták harci koráljának pár hangja ("Nem vagytok-e ti az Isten harcosai?" :

### VI.Blaník

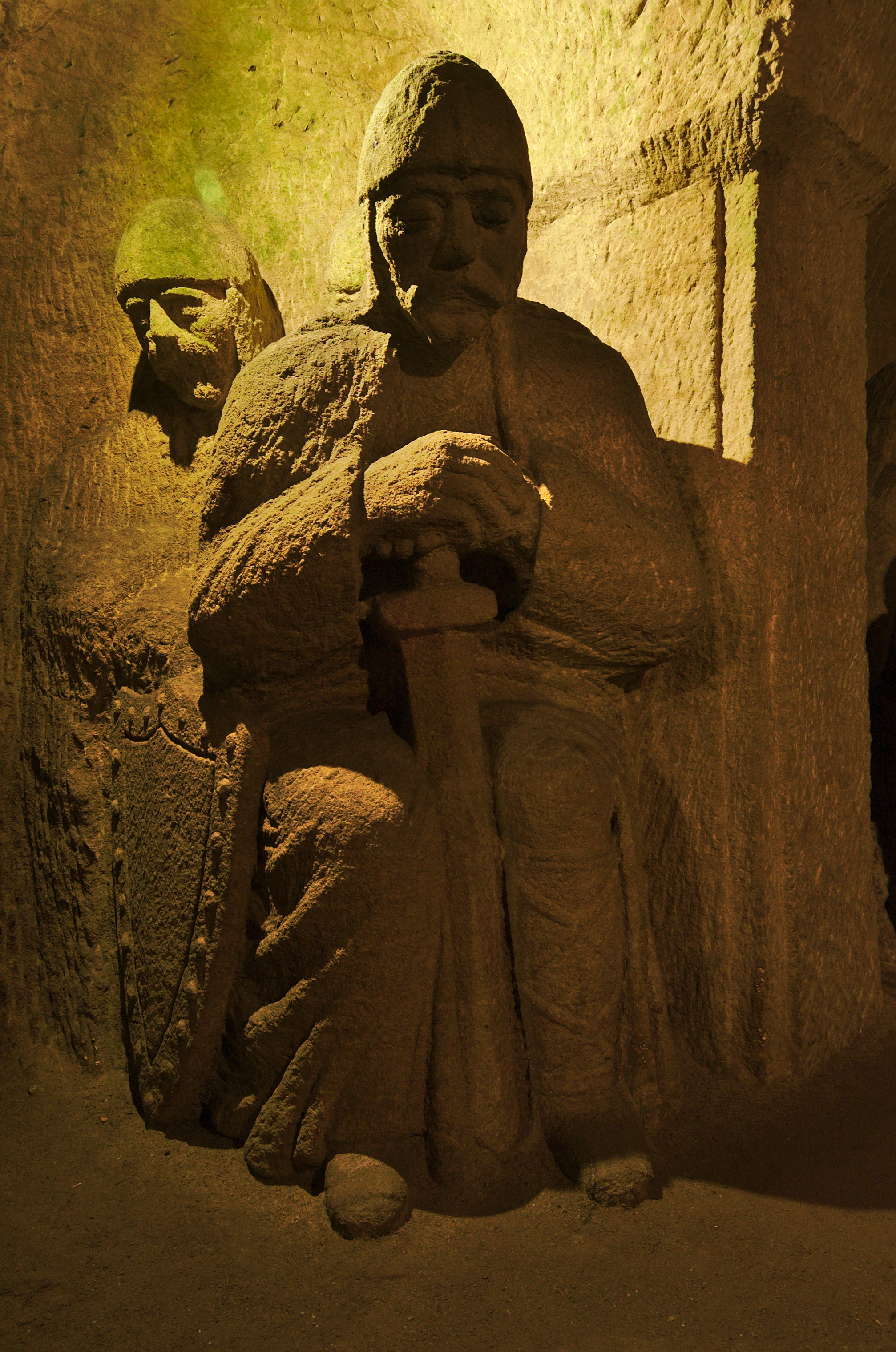
A harcosok barlangjában a Blaníkon (Stanislav Rolínek [1902–1931] szobrai)

Allegro moderato – Andante non troppo – Più Allegro ma non troppo – Tempo di marcia – Grandioso – Tempo I – Largamente maestoso – Grandioso meno – Allegro – Vivace
Blaník hegy Dél-Csehországban. A huszita harcosok ennek barlangjába visszavonulva alszanak arra várva, hogy a haza újra segítségül hívja őket. Egy közjáték a hegy természeti környezetét írja le, egy pásztorfiú fújja sípját, aminek hangját a hegy visszaveri. A tétel vége egyúttal az egész ciklust megkoronázza, Csehország dicső jövőjét hirdeti.
Ebben a szimfonikus költeményben az előző darabban is megjelenő huszita korál is és a Vyšehrad-téma is felhangzik.